# Majur, Jagodina
Majur (izvirno srbsko Мајур) je naselje v Srbiji, ki upravno spada pod Mesto Jagodina; slednja pa je del Pomoravskega upravnega okraja.

## Demografija
V naselju živi 2243 polnoletnih prebivalcev, pri čemer je njihova povprečna starost 40,1 let (39,2 pri moških in 41,0 pri ženskah). Naselje ima 910 gospodinjstev, pri čemer je povprečno število članov na gospodinjstvo 3,05.
To naselje je, glede na rezultate popisa iz leta 2002, večinoma srbsko.
|  |

| Demografija | Demografija     | Demografija     |
| Leto        | Št. prebivalcev | Št. prebivalcev |
| ----------- | --------------- | --------------- |
|             |                 |                 |
|             |                 |                 |
|             |                 |                 |
|             |                 |                 |
| 1948        | 1881            |                 |
| 1953        | 2126            |                 |
| 1961        | 2337            |                 |
| 1971        | 2440            |                 |
| 1981        | 2832            |                 |
| 1991        | 2906            | 2849            |
| 2002        | 2926            | 2777            |
|             |                 |                 |

| Etnična sestava po popisu iz leta 2002 | Etnična sestava po popisu iz leta 2002 | Etnična sestava po popisu iz leta 2002 | Etnična sestava po popisu iz leta 2002 | Etnična sestava po popisu iz leta 2002 |
| -------------------------------------- | -------------------------------------- | -------------------------------------- | -------------------------------------- | -------------------------------------- |
| Srbi                                   | Srbi                                   |                                        | 2.746                                  | 98,88%                                 |
| Črnogorci                              | Črnogorci                              |                                        | 10                                     | 0,36%                                  |
| Rusi                                   | Rusi                                   |                                        | 1                                      | 0,03%                                  |
| Makedonci                              | Makedonci                              |                                        | 1                                      | 0,03%                                  |
| Neznano                                | Neznano                                |                                        | 16                                     | 0,57%                                  |